# Syndabördan som jag bar Jesus själv borttagit har
Syndabördan som jag bar Jesus själv borttagit har är en körsång vars text och musik är av okänt ursprung.

## Publicerad i
- Frälsningsarméns sångbok 1929 som nr 152 i köravdelningen under rubriken "Jubel, strid och erfarenhet".
- Frälsningsarméns sångbok 1968 som nr 155 i köravdelningen under rubriken "Jubel, strid och erfarenhet"
- Frälsningsarméns sångbok 1990 som nr 864 under rubriken "Glädje, vittnesbörd, tjänst".